# Поповпорожское сельское поселение
Поповпоро́жское сельское поселение — муниципальное образование в Сегежском районе Республики Карелия Российской Федерации. 
Административный центр — посёлок Попов Порог.

## География
Поповпорожское сельское поселение граничит с Идельским сельским поселением, городом Сегежа (Сегежское городское поселение), Валдайским сельским поселением, Паданским сельским поселением, Чернопорожским сельским поселением, Пиндушским городским поселением, Повенецким городским поселением.

## История
Образовано законом от 1 ноября 2004 года.

## Население
| 2009 | 2010 | 2012 | 2013 | 2014 | 2015 | 2016 |
| ---- | ---- | ---- | ---- | ---- | ---- | ---- |
| 470  | ↘465 | ↘454 | ↘447 | ↘423 | ↘412 | ↘401 |
| 2017 | 2018 | 2019 | 2020 | 2021 | 2023 |      |
| ↘369 | ↘348 | ↘323 | ↘303 | ↗317 | ↘290 |      |

## Населённые пункты
В состав сельского поселения входит 12 населённых пунктов:
| №  | Населённый пункт | Тип населённого пункта | Население |
| -- | ---------------- | ---------------------- | --------- |
| 1  | Попов Порог      | посёлок                | ↘255      |
| 2  | Табойпорог       | посёлок                | ↘15       |
| 3  | Волдозеро        | посёлок                | ↘142      |
| 4  | Кяргозеро        | посёлок                | →16       |
| 5  | Юркиннаволок     | деревня                | →0        |
| 6  | Быстряги         | станция                | ↘0        |
| 7  | Раменцы          | станция                | ↘4        |
| 8  | Сумеричи         | станция                | ↘7        |
| 9  | Уросозеро        | станция                | ↗8        |
| 10 | Суглица          | станция                | →0        |
| 11 | Ригозеро         | станция                | ↘0        |
| 12 | Шпаловая         | станция                | →0        |